# Coenonympha pylarge
Coenonympha pylarge är en fjärilsart som beskrevs av Jacob Hübner 1798. Coenonympha pylarge ingår i släktet Coenonympha och familjen praktfjärilar. Inga underarter finns listade i Catalogue of Life.